# Freddy Krueger

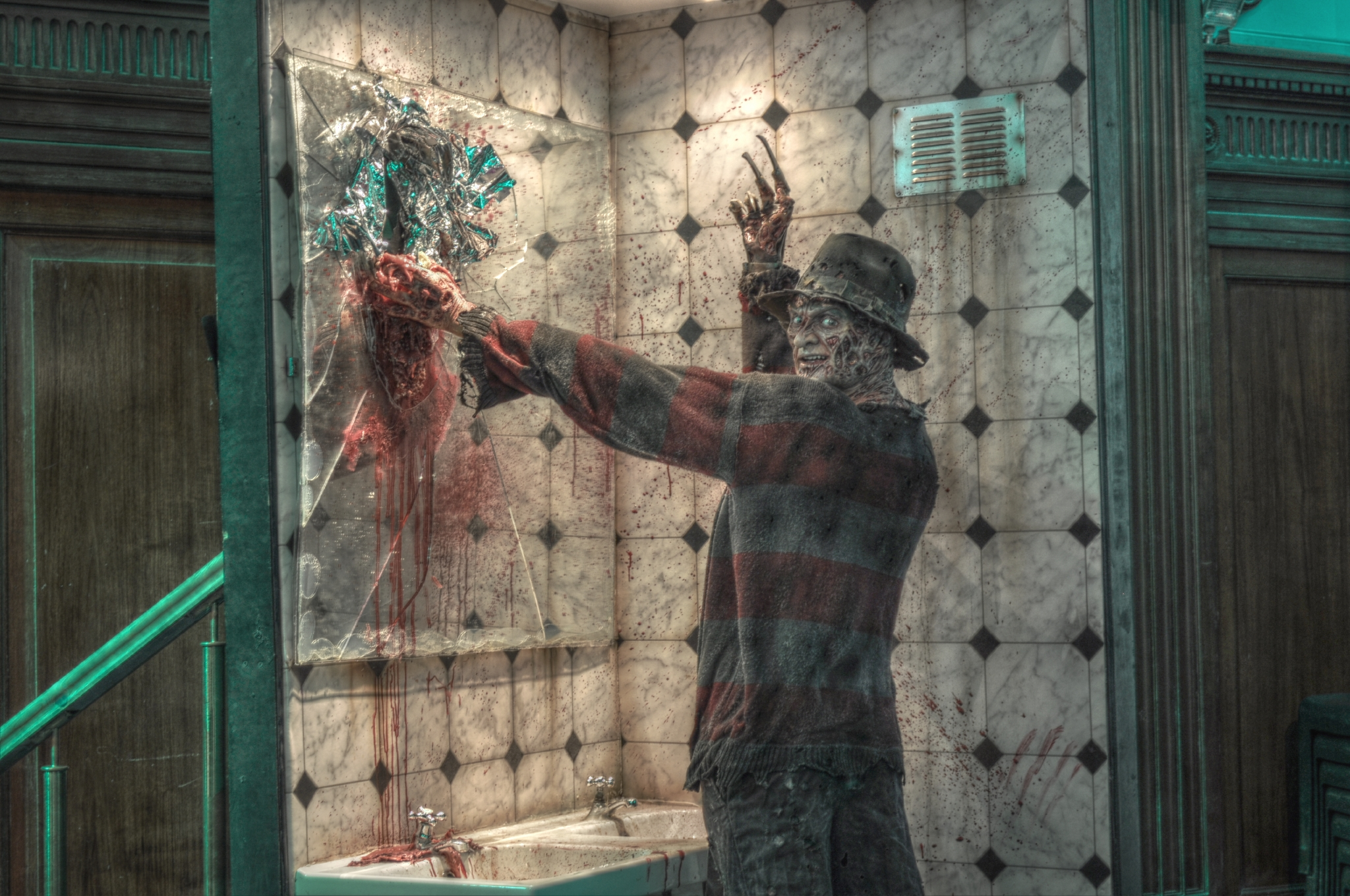

Freddy Krueger este un personaj fictiv și antagonistul principal din seria de filme Coșmar pe strada ulmilor. El apare prima oară în filmul lui Wes Craven din 1984, A Nightmare on Elm Street ca un urmăritor desfigurat din vise care folosește o mănușă înarmată cu tăișuri ascuțite pentru a-și ucide victimele în visele lor, provocând de asemenea moartea acestora și în lumea reală. Cu toate acestea, ori de câte ori Freddy Krueger ajunge în lumea reală, el are vulnerabilitatea normală a oamenilor. Krueger a fost creat de Wes Craven și a fost portretizat în mod constant de către Robert Englund de la prima sa apariție până la refacerea filmului din 2010, în care personajul Krueger este descris a fi și pedofil. A mai fost interpretat de actorul nominalizat la Oscar, Jackie Earle Haley. 